# Dances of Death (And Other Walking Shadows)
Dances of Death (And Other Walking Shadows) — четвёртый студийный альбом прогрессив трэш-метал группы Mekong Delta, вышедший в 1990 году.

## Об альбоме
Dances of Death (And Other Walking Shadows) был записан в 1990 году. Пластинка стала четвёртой в каталоге группы. Первые два альбома — Mekong Delta (1987) и в особенности The Music of Erich Zann (1988) — принесли группе большую популярность и признание в музыкальном мире. Третий альбом The Principle of Doubt (1989) был принят более прохладно, так как группа стала повторяться и демонстрировала недостаток свежих идей. Из-за этого музыканты решили потратить на следующий альбом больше времени, сделав его более качественным.
Пластинка начинается с заглавной композиции «Dances of Death», разделённой на восемь частей общей длительностью более 19 минут. Песня начинается с перебора на акустической гитаре, но затем набирает скорость и переходит к тяжёлому гитарному металлическому звучанию. Темп и настроение композиции неоднократно меняется, так что некоторые обозреватели отметили её излишнюю затянутость; в то же время, повторяющиеся фрагменты звучания делали из этих разрозненных элементов единое целое. Помимо начального попурри, альбом содержит ещё три песни: авторские «Transgressor» и «True Believer», исполненные в стиле трэш-метал, а также «Night On A Bare Mountain», представляющую собой переработку произведения Модеста Мусоргского «Ночь на Лысой горе».
Фрэнк Троян в своей рецензии, вышедшей в № 45 немецкого журнала Rock Hard, оценил альбом на 9 из 10. По его мнению, несмотря на отказ группы от экспериментов с фортепиано или оркестром в пользу чистого трэш-метала, альбом может считаться лучшей записью месяца. Редактор сайта metal.de поставил ещё более высокую оценку 10/10 и назвал «Dances of Death» «великой работой», в которой агрессия трэш-метала сочетается с интеллектуальностью прогрессивного метала.

## Список композиций
1. «Dances of Death» — 19:09
  1. «Introduction» — 1:11
  2. «Eruption» — 1:34
  3. «Beyond The Gates» — 4:52
  4. «Outburst» — 1:19
  5. «Days Of Betrayal» — 4:14
  6. «Restless» — 0:53
  7. «Sanctuary» — 3:00
  8. «Finale» — 2:06
2. «Transgressor» — 3:17
3. «True Believers» — 5:25
4. «Night on a Bare Mountain» — 10:20[3]

## Участники записи
- Дуг Ли — вокал
- Уве Бальтруш — гитара
- Ральф Хьюберт — бас
- Йорг Майкл — ударные